# Maxie (1954)
Maxie ist ein österreichischer Spielfilm aus dem Jahre 1954 von Eduard von Borsody mit Sabine Eggerth in der Titelrolle sowie Willy Fritsch und Cornell Borchers in weiteren Hauptrollen. 

## Handlung
Firmendirektor Walter Rhomberg ist in zweiter Ehe mit der sehr viel jüngeren Nora verheiratet. Seiner ersten Ehe entstammte ein Kind, über dessen Verbleib Rhomberg nichts weiß, weil seine erste Gattin mitsamt Kind seit Ende des Zweiten Weltkriegs als verschollen gelten. Ausgerechnet am zweiten Hochzeitstag mit Nora erfährt Walter, dass sein im Krieg geborenes Töchterchen noch lebt. Die kleine Maxie ist bei liebevollen Pflegeeltern, Herr und Frau Timm, aufgewachsen, wo sie ein zwar armes aber glückliches Leben geführt hat. Rhomberg plant, Maxie unbedingt zu sich zu holen. Das aufgeweckte Kind weiß bald alle mit ihrer Fröhlichkeit im Haus für sich einzunehmen, sogar den kauzigen Diener Felix, den sie bei einer Tätigkeit am Fleischwolf in der Küche beinah stranguliert.
Lediglich die zweite Frau Rhomberg, Nora, ist pikiert, da sie fortan die Aufmerksamkeit ihres Gatten mit der kecken Kleinen teilen muss. Eines Tages stellt sich heraus, dass Maxie doch nicht Walters Tochter sein kann. Nora Rhomberg sieht dies als große Chance für sich und nutzt die Gelegenheit, von ihrem Mann zu fordern, Maxie in ein Internat zu stecken. Das Mädchen ist zutiefst geschockt und fühlt sich fortan abgelehnt. In dieser Gemütslage läuft sie aus dem Rhomberg-Haus und kehrt zu ihren Pflegeeltern zurück. Doch Maxies treuester Begleiter, ihr kleiner Hund, bewirkt einen Stimmungsumschwung, und Maxie kehrt zu den Rhombergs zurück. Walters Frau hat in der Zwischenzeit ihr Verhalten überdacht und ist nun gewillt, Maxie als neues Familienmitglied zu akzeptieren.

## Produktionsnotizen
Maxie entstand Mitte 1954 in Wien-Sievering und Wien-Kalvarienberg (Studioaufnahmen) sowie im Tessin und in Paris (Außenaufnahmen). Die Uraufführung erfolgte am 14. Oktober 1954 in Braunschweig und Mannheim, die Berliner Premiere war am 15. November desselben Jahres. Im produzierenden Österreich wurde der Film erst am 28. Januar 1955 erstmals gezeigt. Am 13. Januar 1963 lief der Film erstmals im deutschen Fernsehen (ARD).
Karl F. Sommer hatte die Produktionsleitung. Julius von Borsody schuf die Filmbauten, Ilse Dubois die Kostüme.

## Kritiken
Der Spiegel schrieb: “Das enervierend kesse Waisenmädchen Maxie, Pflegekind bei armen Schustersleuten (Sabine Eggerth), wird dem Generaldirektor (Willy Fritsch) als dessen auf der Ostpreußenflucht verlorene Tochter zugestellt. Nachkriegstragik, von der Traumfabrik zu fader Süßware verarbeitet.”
Im Lexikon des Internationalen Films heißt es: „Schlichte Filmerzählung über kleine, meist heiter aufgelöste Konflikte.“